# Путилов, Дмитрий Игоревич
Дмитрий Игоревич Путилов (5 декабря 1994) — российский игрок в мини-футбол. Вратарь мини-футбольного клуба КПРФ и сборной России. Мастер спорта России международного класса.

## Карьера
Сын Игоря Путилова, известного в прошлом вратаря «Синары». В основе «Синары» дебютировал в плей-офф сезона 2012/13 и забил победный мяч в одном из матчей с «Сибиряком». Сезон 2012/13 провел в аренде в «Новой генерации», а затем вернулся в Екатеринбург. В сезоне 2015/16 на правах аренды выступал за глазовский клуб «Прогресс».
В январе-феврале 2018 года в составе сборной России принял участие в Чемпионате Европы и завоевал бронзовые медали. Дебютировал в решающем матче за выход из группы против сборной Казахстана.

## Достижения
- Чемпион мира среди студентов 2014
- Вице-чемпион мира среди студентов 2016
- Лучший вратарь чемпионата России: 2019/20, 2020/21, 2022/23.